# ناصر صارمی
ناصر صارمی (زاده ۱ مهر، ۱۳۴۱ در ملایر؛ ۲۳ سپتامبر ۱۹۶۲) شاعر و نویسنده اهل ایران است.

## آثار
نخستین کتاب از این نویسنده و شاعر، مجموعه شعر «دستهایم را بگیر» است که در سال ۱۳۷۸ به چاپ رسید و از آثار دیگر او در سال‌های بعد «بیا بیشه‌ها را پلنگی کنیم»، «ریحان از نگاهی سبز»، «خم چرخ چاچی»، «گزیده شعرها»، «از حنجره‌ی چکاوک آبی» و همچنین مجموعه شعر و ترجمه «کافه ناصری» را می‌توان برشمرد که در سال ۱۴۰۰ منتشر گردیده است. از وی چند کتاب در فضای ادبیات جنگ، به روایت و نویسندگی خویش، پیرامون زندگی اسرای عراقی حاضر در ایران، در دورانی از جنگ هشت ساله، در قالب گزارش‌های داستانی چاپ شده است که به ترتیب عبارتند از: «جنگ را ما شروع کردیم» سال ۱۳۹۱، «خرداد که می‌شود» سال ۱۳۹۳ و «خیمه‌های قومس» سال ۱۳۹۶ که برخی از آنها به چاپ‌های بعدی رسیدند. 
صارمی علاوه بر سرودن شعر و کارهای تحقیق و ترجمه، خلاقیت‌هایی هم در زمینه‌ی نوازندگی سازهای سنتی تار و سه تار در خلوت خود دارد.